# 馬卡瑙半島市

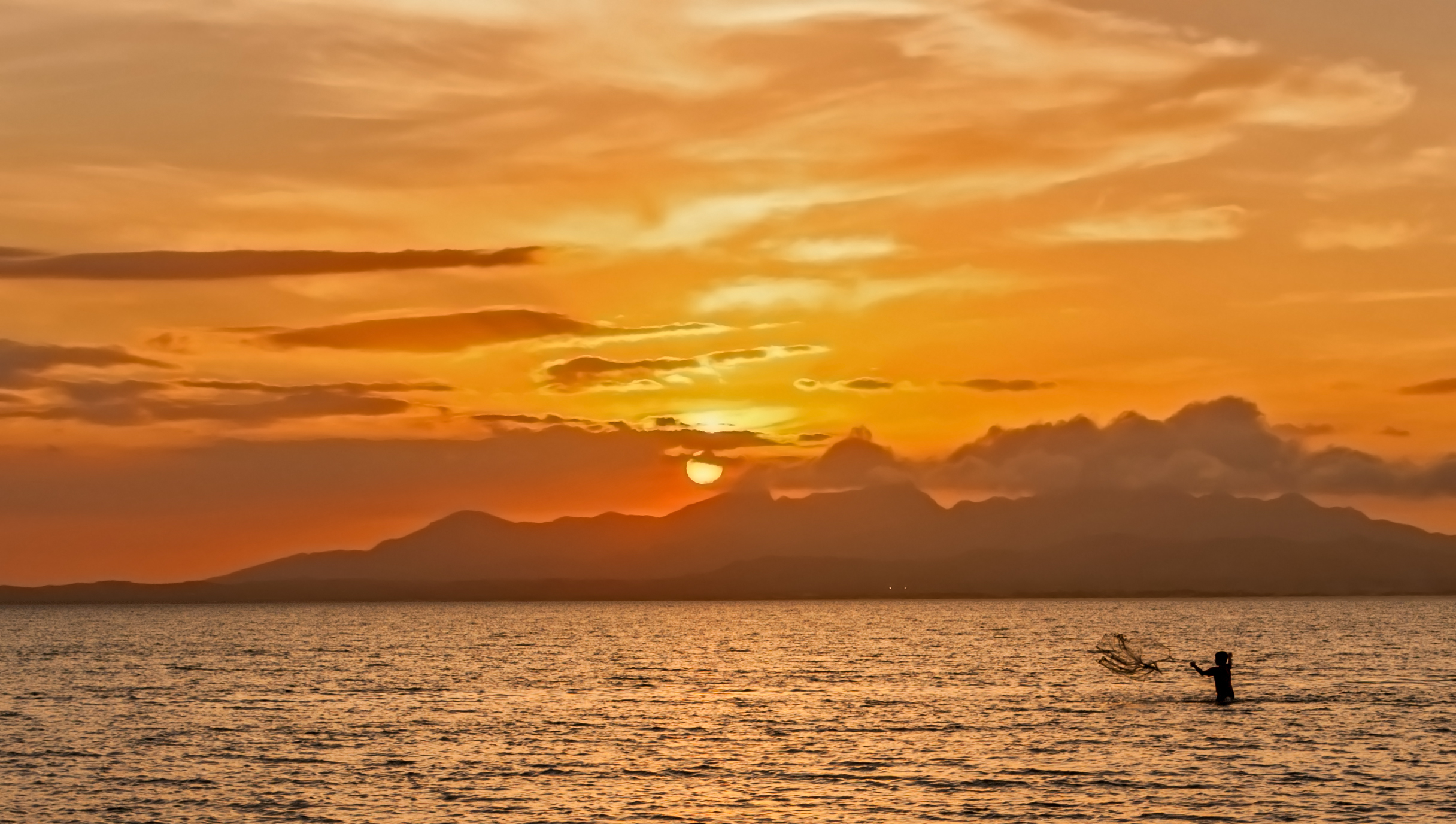

馬卡瑙半島市（西班牙語：Península de Macanao），是委內瑞拉的一個市，位於該國北部新埃斯帕塔州，首府設於博卡德里奧，始建於1963年1月14日，面積330.7平方公里，2011年人口26,423，人口密度每平方公里79.9人。